# Campeonato Mato-Grossense de Futebol Feminino de 2019
O Campeonato Mato-Grossense de Futebol Feminino de 2019 foi a 13ª edição da competição, organizada pela Federação Mato-Grossense de Futebol. O torneio teve algumas mudanças no regulamento em relação ao da edição de 2018. O campeão Operário FC venceu o Mixto na final e conquistou seu 3º título, bem como uma vaga na Série A2 do Campeonato Brasileiro.

## Regulamento
O campeonato foi disputado em três fases.
- O primeiro Turno foi disputado em partidas de ida, totalizando 3 jogos para cada equipe.
- O segundo Turno foi disputado em partidas de ida, totalizando 3 jogos para cada equipe.
- Os 2 primeiros colocados disputaram a final em 2 jogos, com desempate nos pênaltis, se fosse necessário.

### Critérios de desempate
Estes foram os critérios de desempate aplicados:
1. Maior número de vitórias na fase
2. Melhor saldo de gols na fase
3. Maior número de gols pró na fase
4. Menor número de cartões amarelos e vermelhos, durante todo o campeonato, somados os cartões das atletas e comissão técnica (cada cartão vermelho equivalia a três cartões amarelos)
5. Sorteio na sede da Federação, em dia e horário a serem determinados

## Participantes
| Equipe                    | Cidade        | Em 2018 | Títulos (último) |
| Mixto Esporte Clube       | Cuiabá        | 2º      | 5 (2014)         |
| Operário FC               | Várzea Grande | 1º      | 2 (2018)         |
| Cuiabá Esporte Clube      | Cuiabá        | 3ª      | 0 (não possui)   |
| Clube Esportivo Dom Bosco | Cuiabá        | 4º      | 0 (não possui)   |

## Primeira Fase
| 1 | Operário FC | 12 | 6 | 4 | 0 | 2 | 7 | 3 | +4 |
| 2 | Mixto       | 9  | 6 | 2 | 3 | 1 | 4 | 4 | 0  |
| 3 | Cuiabá      | 8  | 6 | 2 | 2 | 2 | 2 | 2 | 0  |
| 4 | Dom Bosco   | 3  | 6 | 0 | 3 | 3 | 3 | 7 | -4 |

|  |                            |
|  | Classificados para a Final |
|  | Eliminados                 |

| Mixto       | -   | 0-2 | 1-0 | 2-2 |
| Operário FC | 0-1 | -   | 0-1 | 1-0 |
| Cuiabá      | 0-0 | 0-1 | -   | 0-0 |
| Dom Bosco   | 0-0 | 1-3 | 0-1 | -   |

## Confrontos
|  | Semifinais  | Semifinais  | Semifinais | Semifinais |   |  | Final | Final | Final | Final |
|  |             |             |            |            |   |  |       |       |       |       |
|  | Operário FC |             |            |            |   |  |       |       |       |       |
|  | -           |             |            |            |   |  |       |       |       |       |
|  |             | Operário FC | 1          | 2          | 3 |  |       |       |       |       |
|  |             |             |            |            | 3 |  |       |       |       |       |
|  |             | Mixto       | 0          | 0          | 0 |  |       |       |       |       |
|  | Mixto       | Mixto       | 0          | 0          | 0 |  |       |       |       |       |
|  |             |             |            |            |   |  |       |       |       |       |
|  | -           |             |            |            |   |  |       |       |       |       |

## Premiação
| Campeonato Mato-Grossense Feminino de 2019 |
| Várzea Grande                              |
| ------------------------------------------ |
| Operário FC Campeão (3.º título)           |